# كريسبين رايت
كريسبين رايت (بالإنجليزية: Crispin Wright)‏ هو فيلسوف بريطاني، ولد في 21 ديسمبر 1942 في سري في المملكة المتحدة.